# Straż przyboczna
Straż przyboczna (jap. 用心棒 Yōjinbō) – japoński film z 1961 roku w reżyserii Akiry Kurosawy. Został  zremake’owany dwukrotnie: w 1964 roku nieoficjalnie przez Sergio Leone jako Za garść dolarów oraz w 1996 roku oficjalnie przez Waltera Hilla jako Ostatni sprawiedliwy.

## Fabuła
1860 rok. Schyłkowy moment okresu Edo. Jest to historia rōnina, samuraja bez swego pana, który wędrując w poszukiwaniu szczęścia, trafia do miasteczka terroryzowanego przez dwie zwalczające się bandy. Rōnin jest świetnym szermierzem i oba gangi zabiegają o niego. On zaś okazuje się równie znakomitym graczem i tak prowadzi rozgrywkę, że na placu boju nie pozostanie nikt żywy.

## Obsada
- Toshirō Mifune – Sanjūrō Kuwabatake - wędrowny rōnin i mistrz miecza, który prowokuje oba terroryzujące miasto gangi do wojny między sobą.
- Eijirō Tōno – Gonji - właściciel gospody oraz sprzymierzeniec rōnina.
- Seizaburō Kawazu – Seibei - pierwotny szef przestępczego półświatka w mieście. Prowadzi działalność w domu publicznym.
- Isuzu Yamada – Orin - żona Seibeia i mózg operacji przestępczych męża.
- Hiroshi Tachikawa – Yoichirō - ciapowaty syn Seibeia i Orin, nie wykazuje chęci do przejęcia gangu ojca.
- Kamatari Fujiwara – Tazaemon - burmistrz miasta i handlarz jedwabiem, który popada w obłęd ze strachu. Jego opiekunem jest Seibei.
- Kyū Sazanka – Ushitora - przywódca drugiego gangu w mieście. Początkowo był zastępcą Seibeia, ale opuścił go, by założyć własny grupę i przejąć władzę w miasteczku.
- Tatsuya Nakadai - Unosuke - gangster uzbrojony w pistolet, młodszy brat Ushitory i Inokichiego.
- Daisuke Katō – Inokichi - młodszy brat Ushitory, starszy brat Unosuke. Silny i okrutny głupiec, który łatwo daje się oszukać.
- Takashi Shimura – Tokuemon - producent sake, który twierdzi, że jest nowym burmistrzem. Jego interesów strzeże Ushitora.
- Ikio Sawamura – Hansuke - skorumpowany miejscowy urzędnik, który troszczy się wyłącznie o własne przetrwanie.
- Atsushi Watanabe – grabarz - produkując trumny, jako jedyny w mieście poza bandytami czerpie zyski w czasie wojny gangów, ale ostatecznie pomaga Sanjuro i Gonjiemu położyć jej kres.
- Yoshio Tsuchiya – Kohei - mąż Nui, który przegrał żonę i cały majątek w hazardzie i często jest bity, gdy próbuje odwiedzać żonę.
- Yōko Tsukasa – Nui - żona Koheia. Została uwięziona przez Tokuemona z powodu swojej urody po tym, jak jej mąż nie był w stanie spłacić długów hazardowych.
- Susumu Fujita – Honma - "mistrz miecza" Seibeia, który porzuca swojego pracodawcę przed bitwą z ludźmi Ushitory, umożliwiając Sanjuro zajęcie jego miejsca.
- Yiyue Zhuo vel Shintakayama Ichiro vel Namigorō / Tsunagoro Rashōmon – gigant Kannuki
- Yōsuke Natsuki – syn Koheia

## Kontrowersje
Po wejściu na ekrany kin spaghetti westernu Za garść dolarów, Akira Kurosawa oskarżył reżysera tego filmu (Sergio Leone) o splagiatowanie jego Straży przybocznej.

## Zdjęcia
Zdjęcia do filmu realizowane były na terenie Japonii.

## Odniesienia w kulturze popularnej
- Włoski western Django był wzorowany na Straży przybocznej oraz jego remake’u Za garść dolarów[6].
- Japoński film Machibuse z 1970 roku, również z Mifune w roli głównej, nawiązuje do Straży przybocznej, gdzie też grany przez niego rōnin zachowuje się podobnie jak Sanjūrō i jest nazywany „Yōjinbō”[7].
- Samuraj Futaba, odgrywany przez Johna Belushiego w Saturday Night Live jest parodią Sanjūrō[8].
- Argetyńsko-amerykański film fantasy The Warrior and the Sorceress fabularnie jest podobny do Straży przybocznej, do tego stopnia, że grający w nim David Carradine sądził, że to oficjalny remake[9].
- Fabuła Straży przybocznej została sparodiowana w 42. odcinku anime Pokémon: Indigo League, „Tai ketsu! Pokemonjimu!”, gdzie bohaterowie docierają do miasteczka widma rujnowanego przez dwie konkurencyjne szkoły Pokémon, pretendujące do zdobycia tytułu oficjalnego stadionu Pokémon. Tak jak Sanjūrō, Ash wymyśla na poczekaniu pseudonim dla postronnych patrząc się na obiekt, w tym przypadku na keczup[10].
- Odcinki 23. i 26. serialu animowanego Samuraja Jacka nawiązywały do Straży przybocznej. Ogólny wpływ film (i ogólnie filmów Kurosawy) na serial został zauważony przez Matthew Millheisera na serwisie DVD Talk[11].
- Film Ostatni sprawiedliwy (Last Man Standing, 1996) w reżyserii Waltera Hilla jest oficjalnym remakiem japońskiego filmu